# Jornalismo cultural
Jornalismo cultural é a especialização da profissão jornalística nos fatos relacionados à cultura local, nacional e internacional, em suas diversas manifestações - como artes plásticas, música, cinema, teatro, televisão, folclore e afins. Os textos escritos para a editoria de cultura podem trazer reflexões sobre os movimentos culturais, aspectos históricos e características com aprofundamento.
As primeiras coberturas de cultura surgiram por volta do século XVIII, na França, com os panfletos literários e revistas dirigidas especificamente para o público feminino. Algumas das referências em jornalismo de música pop são a estadunidense Rolling Stone e a britânica New Musical Express: NME.
No Brasil, a maior parte dos grandes jornais dedica à cultura um caderno diário, geralmente encartado junto ao caderno principal — é o caso do Jornal do Brasil (Caderno B), do Diário do Nordeste (Caderno 3), da Folha de S.Paulo (Folha Ilustrada), do O Povo (Vida & Arte), de O Estado de S. Paulo (Caderno 2) e de O Globo (Segundo Caderno). Outros publicam um caderno semanal, como os diários económicos Gazeta Mercantil, Valor Econômico e o Jornal do Commercio.

## Temas
As pautas do jornalismo cultural incluem toda a área econômica, do direito, música, artes plásticas, teatro, televisão e a cobertura de eventos (festivais, exposições, vernissages), as instituições que geram produtos e fatos (produtoras de cinema, estúdios, galerias, museus, bibliotecas, teatros, gravadoras), as políticas públicas para a área (secretarias e ministérios da Cultura e da Educação) e o dia-a-dia do sector.
Para receber notícias de cultura estrangeira, os veículos geralmente dependem de agências de notícias. Em alguns casos possuem correspondentes estrangeiros ou enviam jornalistas aos países.

## Crítico cultural
Uma função específica do jornalismo cultural é o crítico, que escreve análises críticas e comentários sobre determinada obra ou artista. Geralmente, o crítico se especializa numa determinada arte ou estilo e procura ter um sólida formação teórica (ou académica) para fundamentar as suas opiniões. O texto da crítica é normalmente subjectivo, mas com fundamento. Pela informação técnica que o crítico coloca em suas matérias, o leitor terá mais dados para fazer a sua própria avaliação.
Entre os críticos culturais mais relevantes do Jornalismo, destacam-se:
- Críticos de cinema: Antonio Gonçalves Filho , Daniel Feix, Marcelo Perrone, Roger Lerina, Moniz Vianna, Sérgio Rizzo, Sergio Augusto, Rubens Ewald Filho, José Carlos Avellar, Luiz Carlos Merten, Christian Petterman, Renato Lemos e Carlos Helí de Almeida (Brasil), além de André Bazin, Alain Resnais (França), Pauline Kael, Roger Ebert, (EUA)
- Críticos de música: Gustavo Brigatti, Tárik de Souza, Sílvio Essinger, João Máximo, Artur Dapieve, Lúcio Ribeiro, Lauro Machado Coelho (Brasil)
- Críticos de Arte:Jorge Anthonio e Silva, Antônio Gonçalves Filho, Olívio Tavares de Araújo, Ferreira Gullar, Sheila Leirner, Michael Kimmelman (EUA)
- Críticos de Teatro: Oscar Araripe, Bárbara Heliodora, Yan Michalski, Sábato Magaldi, Van Jaffa, Fausto Wolff, Paulo Francis, Henrique Oscar, Antônio Hohlfeldt